# Cäcilienschlucht

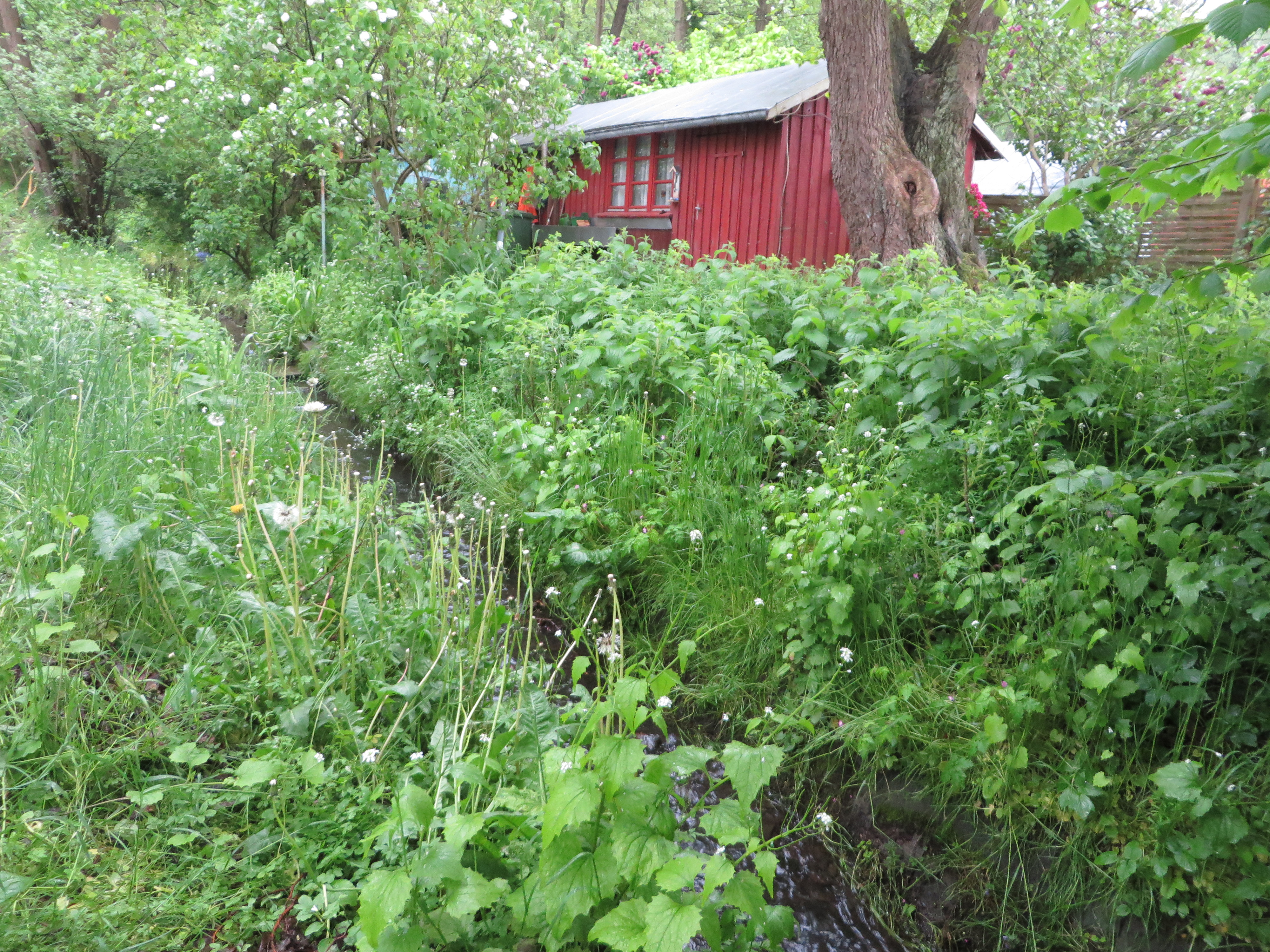
Bach der Cäcilienschlucht beim Yacht-Hafen von Fahrensodde

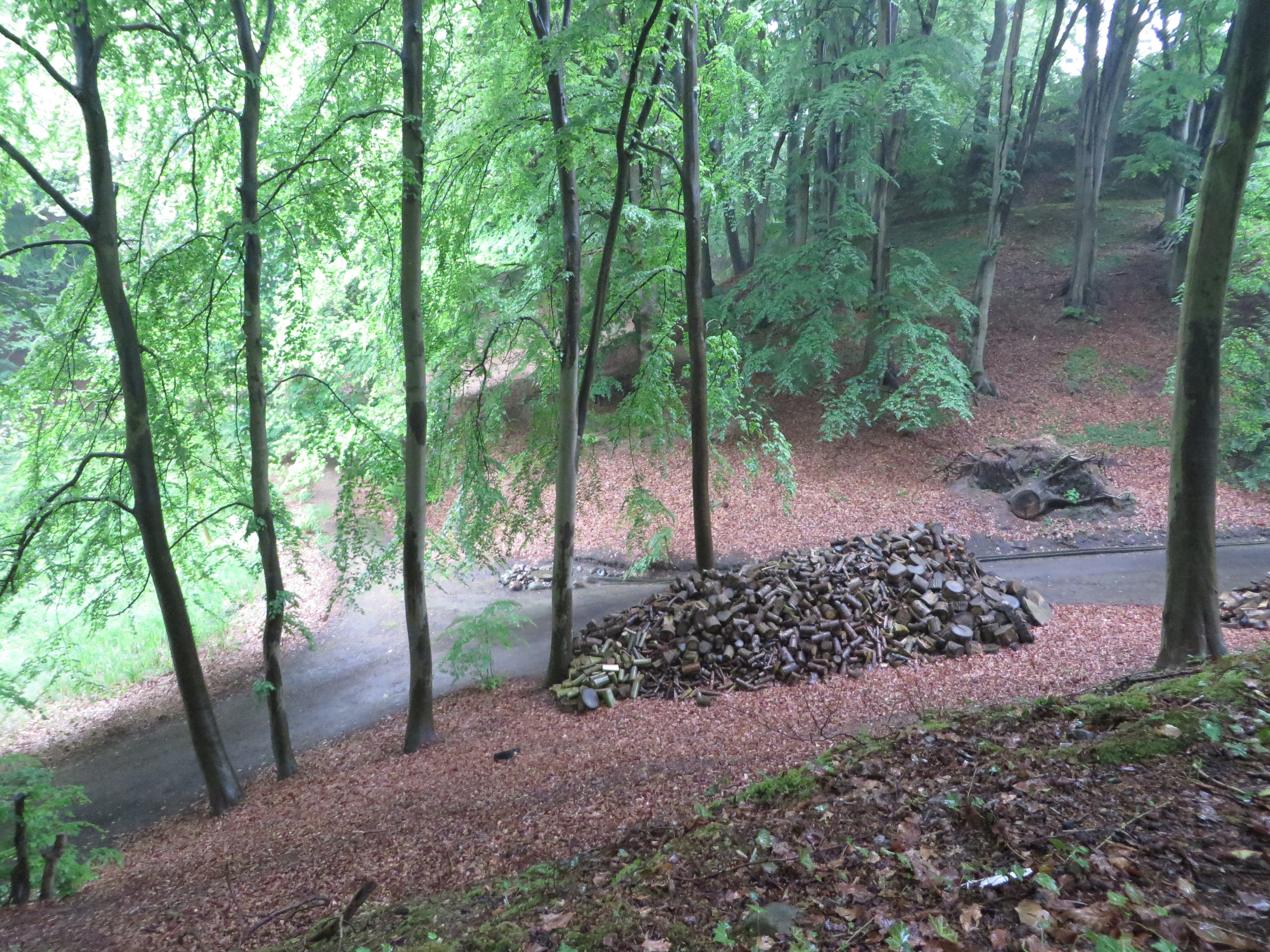
Blick runter zum Weg der Cäcilienschlucht

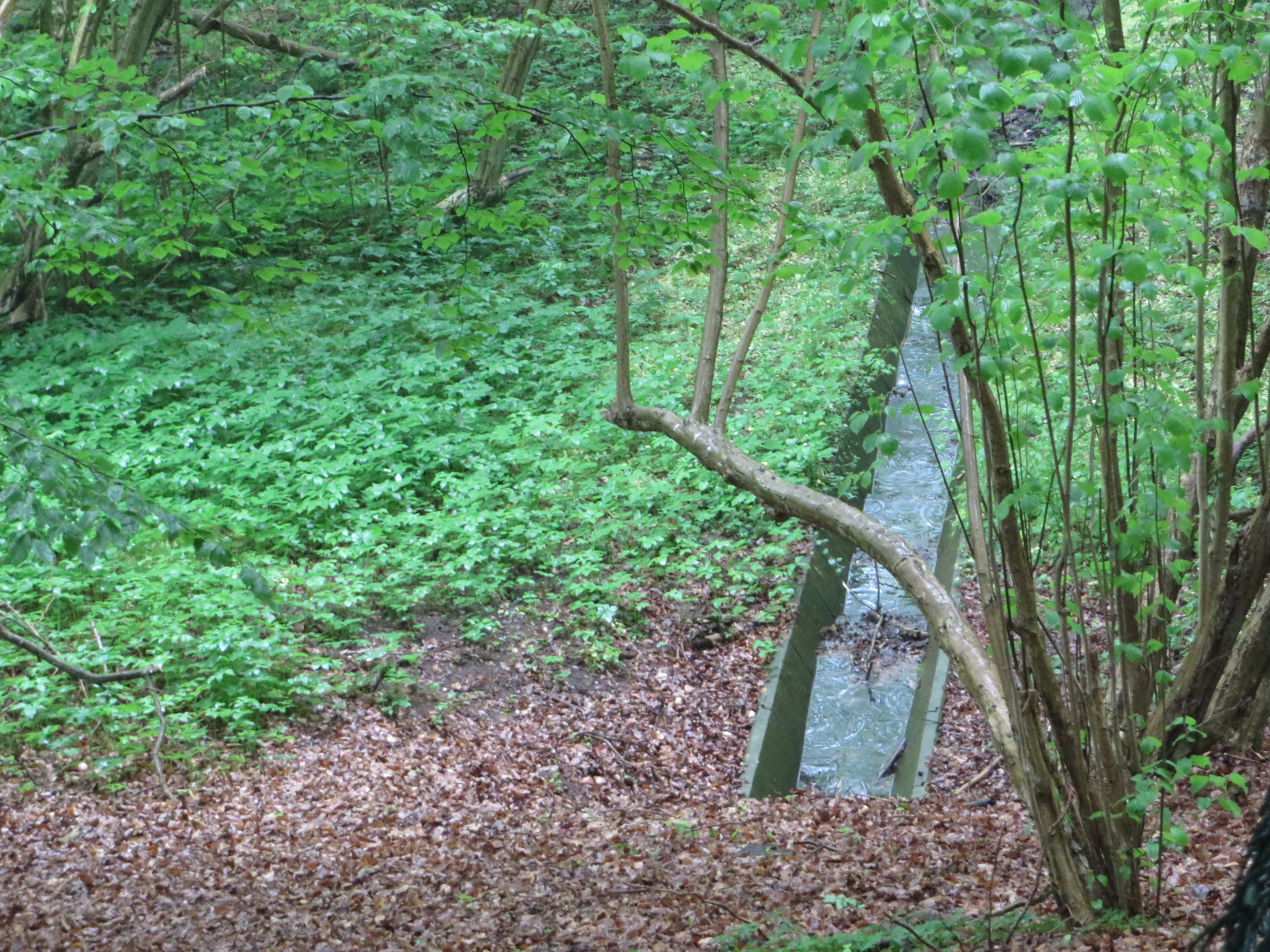
Zufluss zum Bach der Cäcilienschlucht

Die Cäcilienschlucht (auch: Cecilienschlucht) ist eines der Kerbtäler Flensburgs und besteht aus tiefen bewaldeten Einschnitten und einem kleinen Bach. Das Gebiet liegt im Stadtteil Mürwik und ist dem Stadtbezirk Solitüde zugeordnet.

## Hintergrund
Die Cäcilienschlucht ist streng genommen keine Schlucht, sondern eine Kerbe in einer der Seitenmoränen der Flensburger Förde. Ein kleiner Bach, der noch heute in der Cäcilienschlucht verläuft, schnitt sich über Jahrhunderte immer tiefer ein, so dass die heutige „Bachschlucht“ beziehungsweise das Kerbtal entstand. Die Herkunft und das Alter des Namens der Cäcilienschlucht ist unklar. Der offenbar zugrunde liegende Personenname Cäcilie besitzt keine besondere Bedeutung. Im Stadtarchiv Flensburg wird der Name der Schlucht erstmals in einem Dokument aus den Jahren 1913 bis 1915 erwähnt. Es handelt sich um einen Fluchtlinienplan des Weges, der durch die Schlucht führt. Kurz zuvor wurden die westlich, oberhalb des Tals liegenden Einfamilienhäuser Twedter Strandweg 7 (1911/12) und Twedter Strandweg 9 (1912) errichtet. Sie sind beide als Kulturdenkmäler Mürwiks eingetragen. Im südlich, oberhalb liegenden alten Dorfkern von Twedter Holz stehen heute zudem noch wesentlich ältere Häuser. Östlich oberhalb der Cäcilienschlucht liegt des Weiteren der Bereich Schöne Aussicht, der heute als ein neuer Teil von Waldeshöh betrachtet wird. Auch dort stehen wesentlich ältere Häuser. In den 1970er und 1980er Jahren setzte eine verstärkte Bautätigkeit im Bereich bei der Schönen Aussicht ein. Mittlerweile grenzen direkt südlich oberhalb des Kerbtals einige Häuser an die Schlucht.
1976 oder früher wurde das kleine Waldgebiet Cäcilienschlucht Teil des Landschaftsschutzgebietes am Fördeufer in Mürwik. Durch das „Landschaftsschutzgebiet Cäcilienschlucht“ fließt auch heute noch der erwähnte Bach abwärts, Richtung Norden. Beim Yachthafen bei Fahrensodde fließt er in die Förde. Inmitten der Schlucht liegt zudem ein kleiner Stausee. Dort wachsen Mädesüß-Hochstaudenfluren, Sumpf-Schachtelhalm, Sumpf-Hornklee und Gewöhnlicher Blutweiderich. Der Baumbestand besteht aus einem Hainsimsen-Buchenwald im Tal, aus Erlen-Eschenwald in den eher feuchten Bereichen (vgl. auch: Auwald) und Erlenbruchwald an den Hängen. Die Cäcilienschlucht mit ihrem Wald soll sich zu einem großen Teil in Privatbesitz befinden und ist für die Bevölkerung kaum zugänglich. Gleichzeitig können sich aber dadurch einige Tierarten in das weitgehend unberührte Gebiet zurückziehen. Weitere bekannte Kerbtäler der Stadt sind das Mühlenstromtal, das Lachsbachtal, das Lautrupsbachtal, das Schwarzenbachtal und das Osbektal.